# Scinda cordoba
Scinda cordoba är en insektsart som först beskrevs av Delong och Ruppel 1951.  Scinda cordoba ingår i släktet Scinda och familjen dvärgstritar. Inga underarter finns listade i Catalogue of Life.